# 成名高速公路
成名高速公路起于成都市绕城高速，经温江、崇州、大邑、邛崃，止于雅安市名山区新店，由成温邛高速公路和邛名高速两部分组成，全长118公里。

## 路段

### 成都－邛崃
成温邛高速公路起于成都市绕城高速文家场立交桥，经青羊区、温江区、崇州市、大邑县至邛崃市，全长65.1公里，于2004年10月建成通车。成温邛高速公路全部位于成都市境内，对牌照为川A、川O的车辆免收通行费，其前身成温邛公路是318国道的一段。

#### 出入口设置
共有温江、金马、羊马、崇州、白头、大邑东、大邑南、王泗、桑园9处出口。

### 邛崃－名山
邛名高速公路起于大邑王泗，经邛崃桑园、平乐、夹关，止于名山新店，与京昆高速公路相接，线路全长52.3公里，路基宽度24.5米，具有6处出口，于2007年11月6日开工建设，于2010年11月9日正式通车。其中成都段39.8公里，雅安段12.5公里，为双向4车道，设计行车时速为80公里。沿线设置了桑园、邛崃、平乐、夹关、百丈湖和新店六处互通式立交桥。国道318线邛崃至名山高速公路是连接成温邛高速与成雅高速的重要通道，形成与成雅高速平行的第二条成都至雅安的快速通道。

#### 沿线景区
花水湾、西岭雪山、平乐古镇、天台山、百丈湖、周公山、碧峰峡。

#### 收费标准
邛名高速的收费标准为0.5元/km，南河特大桥另加收3元，全程收费29元。

## 沿线出入口及服务区
| 地区                                                                                         | 里程 | 类型                              | 名称           | 连接               | 说明                  |
| -------------------------------------------------------------------------------------------- | ---- | --------------------------------- | -------------- | ------------------ | --------------------- |
| 成都市 青羊区                                                                                |      | 枢纽 · 主线出入口                 | 文家场立交     | 成都绕城高速       |                       |
| 成都市 温江区                                                                                |      | 出入口                            | 温江           | 芙蓉大道           |                       |
| 成都市 温江区                                                                                |      | 枢纽                              | 温江北         | 鱼凫路             |                       |
| 成都市 温江区                                                                                |      | 出入口                            | 金马           | 金马               |                       |
| 成都市 崇州市                                                                                |      | 出入口                            | 羊马           | 鹤兴路             |                       |
| 成都市 崇州市                                                                                |      | 枢纽                              | 成温邛互通大桥 | 成都第二绕城高速   |                       |
| 成都市 崇州市                                                                                |      | 出入口                            | 崇州           | 世纪大道           |                       |
| 成都市 崇州市                                                                                |      | 停车场 · 加油设施 · 修车站 · 餐厅 | 崇州服务区     | 崇州服务区         |                       |
| 成都市 崇州市                                                                                |      | 出入口                            | 崇州西         | 街安路             |                       |
| 成都市 崇州市                                                                                |      | 出入口                            | 白头           | 重庆路 拥军路      |                       |
| 成都市 大邑县                                                                                |      | 出入口                            | 大邑东         | 西岭大道           |                       |
| 成都市 大邑县                                                                                |      | 出入口                            | 大邑南         | 雪山大道           | 西岭雪山 建川博物馆   |
| 成都市 大邑县                                                                                |      | 出入口                            | 王泗           | 安出路             | 安出路 新场 王泗 茶园 |
| 成都市 邛崃市                                                                                |      | 出入口                            | 邛崃           | 沪聂线             | 邛崃 桑园 邛崃北      |
| 成都市 邛崃市                                                                                |      | 出入口                            | 邛崃西         | 邛崃西             | 临邛 邛崃西           |
| 成都市 邛崃市                                                                                |      | 停车场 · 加油设施 · 修车站 · 餐厅 | 邛崃服务区     | 邛崃服务区         |                       |
| 成都市 邛崃市                                                                                |      | 枢纽                              |                | 成都都市圈环线高速 |                       |
| 成都市 邛崃市                                                                                |      | 出入口                            | 平乐           | 寿高路             | 平乐 卧龙             |
| 成都市 邛崃市                                                                                |      | 出入口                            | 临济           | 临济               | 道佐 临济             |
| 雅安市 名山区                                                                                |      | 出入口                            | 夹关           | 夹关               | 夹关 天台山           |
| 雅安市 名山区                                                                                |      | 出入口                            | 百丈湖         | 沪聂线             | 百丈湖 新店           |
| 雅安市 名山区                                                                                |      | 停车场 · 加油设施 · 修车站 · 餐厅 | 名山服务区     | 名山服务区         |                       |
| 雅安市 名山区                                                                                |      | 枢纽 · 主线出入口                 | 新店枢纽       | 京昆高速           |                       |
| 1.000 英里 = 1.609 千米；1.000 千米 = 0.621 英里 并行路段 • 已关闭／取消 • 限制进入 • 未开放 |      |                                   |                |                    |                       |